# NGC 5291
NGC 5291 là một hệ thống các thiên hà tương tác trong chòm sao Nhân Mã. Nó được bao quanh bởi một vòng va chạm, chứa một thiên hà lùn thủy triều trẻ và hình thành sao, nơi phát hiện vật chất tối.